# Fink (musicista)
Fink, nome d'arte di Fin Greenall (Brighton, 1972), è un musicista e disc jockey britannico.

## Biografia
Greenall nasce in Cornovaglia ma passa la sua infanzia a Bristol; a tal proposito ricorda che gli era permesso toccare tutto in casa sua tranne la vecchia chitarra acustica Martin di suo padre. Durante la sua adolescenza, dopo aver preso ispirazione da gruppi come The Cure e The Smiths, verte i suoi interessi sulla musica elettronica e alla dance, in particolare durante gli anni all'università di Leeds.
Dopo aver ottenuto la laurea, Greenall trova un'occupazione nell'industria discografica, lavorando per 8 anni per Virgin, Def Jam e Sony. Parallelamente non smette di comporre remix e produrre album per numerosi artisti tra i quali Ryuichi Sakamoto e Elbow.

### Fresh ProduceeBiscuits For Breakfast(1997-2006)
La sua carriera musicale svolta quando, nel 1997, firma un contratto con la Ninja Tune con la quale, sotto la sua sussidiaria N Tone, pubblica un EP esclusivamente in vinile intitolato Fink Funk. Il grande passo arriva però nel 2000, quando pubblica sempre sotto la N Tone il suo primo album Fresh Produce, disco di musica prevalentemente downtempo.
Dopo l'uscita di Fresh Produce, Greenall decide di allontanarsi dalla musica dance e dal mondo del disc jockey per avvicinarsi ad un suono più tradizionale. Dopo alcuni anni di silenzio, nel 2006 esce Biscuits For Breakfast, album che vede per la prima volta la partecipazione di Guy Whittaker e Tim Thornton, amici intimi di Greenall con i quali non aveva mai aveva avuto la possibilità di collaborare prima. L'album, che lo fa conoscere al grande pubblico grazie a brani come Biscuits For Breakfast e Pretty Little Things, è caratterizzato da un folk incentrato sulla sua voce blues e sul suo fingerpicking curato. Grazie al successo di vendite e critica, Fink diventa rapidamente popolare, anche grazie agli Zero 7 che lo chiamano come artista d'apertura per i loro concerti.

### Distance And TimeeSort Of Revolution(2007-2010)
Durante il suo tour europeo e americano, Fink compone nuovi brani per il suo nuovo album di prossima uscita; nel 2007 infatti esce Distance And Time con il quale si consacra definitivamente sulla scena musicale. L'album, riconosciuto dalla critica come più "robusto" rispetto al precedente, comprende alcune tracce che diventano presto fisse in scaletta come This Is the Thing, Trouble's What You're In e Blueberry Pancakes.
Dopo 2 anni di tour, alternati da periodi di produzione musicale, esce nel maggio 2009 Sort Of Revolution, album che ottiene un gran riscontro di critica e vendite. Di nota sono i brani Move On Me, scritto insieme a John Legend, e Q&A, che ottiene il consenso sul proprio sito dai Radiohead.

### Perfect DarknesseHard Believer(2011-2014)
Nel 2010, Fink inizia a comporre tracce per un nuovo disco ma, come da lui raccontato, il processo si rivela differente rispetto ai precedenti. Greenall, accompagnato sempre da Guy Whittaker e Tim Thornton, registra numerose jam sessions senza cantare ma solo una chitarra che, insieme a basso e batteria, improvvisa. Da queste registrazioni escono 10 tracce che, nel giugno 2011, vengono pubblicate nel nuovo album intitolato Perfect Darkness. L'album riceve ottime critiche dalla stampa specializzata che elogia particolarmente alcune canzoni come Yesterday Was Hard On All Of Us (che compare anche in alcune serie TV come nell'ottava stagione di Dr. House) e Wheels.
Il biennio successivo è caratterizzato dall'uscita di ben 2 album live: il primo pubblicato nell'ottobre 2012 intitolato Wheels Turn Beneath My Feet, che contiene 13 pezzi tratti da vari live del tour di promozione di Perfect Darkness, mentre il secondo, uscito ad ottobre 2013, si intitola Fink Meets The Royal Concertgebouw Orchestra in cui Greenall si esibisce accompagnato dalla Royal Concertgebouw Orchestra.
Dopo l'uscita dei 2 album dal vivo, che ottengono un discreto successo, nel 2014 esce il suo sesto lavoro in studio intitolato Hard Believer anticipato dall'omonimo singolo. Grazie al successo del secondo singolo estratto, Looking Too Closely, l'album raggiunge la Top 10 nei Paesi Bassi e la Top 30 del Billboard Heatseekers negli Stati Uniti.

### Horizontalism,Fink’s Sunday Night Blues Club, Vol. 1eResurgam(2015-2017)
Il tour promozionale di Hard Believer si protrae per tutto il 2014 e buona parte dell'anno successivo, quando nel maggio 2015 Fink pubblica Horizontalism, lavoro che contiene 10 tracce di cui 7 remix di vecchie canzoni del musicista britannico più 3 inediti (Fall Into The Light, A30 Breakdown, Suffering Is The Art Of Love).
Dopo un 2016 passato in silenzio, nel gennaio 2017 Greenall annuncia l'imminente uscita, per il marzo successivo, di Fink’s Sunday Night Blues Club, Vol. 1, nuovo album in studio che, rispetto ai lavori precedenti, verte maggiormente sul blues. L'album è anticipato dal singolo Boneyard.
Nell'agosto dello stesso anno, Fink annuncia l'uscita del suo nuovo disco di inediti chiamato Resurgam. L'album, la cui uscita è fissata per il 15 settembre (a 6 mesi dal precedente lavoro), è un ritorno alle sonorità più folk tipiche di Perfect Darkness e Hard Believer. L'album è anticipato dai singoli Cracks Appear e Not Everything Was Better In The Past.

## Influenze
Fink ha dichiarato che il musicista indie David Knowles è una delle sue più grandi influenze. La sua tecnica si distingue per l'uso principalmente di chitarra di tipo spagnolo accompagnata da ricchi arrangiamenti che mischiano elettronica a strumenti tradizionali del post rock: batteria, archi, campionature elettroniche e vocali.

## Discografia

### Album in studio
- 2000 - Fresh Produce
- 2006 - Biscuits For Breakfast
- 2007 - Distance And Time
- 2009 - Sort Of Revolution
- 2011 - Perfect Darkness
- 2014 - Hard Believer
- 2017 - Fink’s Sunday Night Blues Club, Vol. 1
- 2017 - Resurgam
- 2019 - Bloom Innocent
- 2020 - Bloom Innocent (Horizontalism Sessions)
- 2020 - Bloom Innocent (Acoustic)
- 2021 - IIUII
- 2024 - Beauty In Your Wake

### EP
- 1997 - Fink Funk
- 1999 - Front Side, Blunt Side
- 2007 - Little Blue Mailbox
- 2008 - If Only
- 2009 - Sort Of Versions
- 2011 - Perfect Darkness / Berlin Sunrise
- 2013 - Warm Shadow
- 2014 - Shakespeare (Remixes)
- 2015 - Pilgrim Remix
- 2017 - Fink’s Sunday Night Blues Dubs
- 2017 - Resurgam Acoustic Session
- 2019 - We Watch The Stars
- 2021 - IIUII (Edits)

### Album dal vivo
- 2012 - Wheels Turn Beneath My Feet
- 2013 - Fink Meets The Royal Concertgebouw Orchestra

### Raccolte
- 2015 - Horizontalism